# Rally de Polonia de 2014
El Rally de Polonia de 2014, fue la 71.ª edición y la séptima ronda de la temporada 2014 del Campeonato Mundial de Rally. Se celebró del 26 al 29 de junio y contó con un itinerario de veinticuatro tramos sobre tierra que sumaban un total de 362,48 km cronometrados. Fue también la séptima ronda de los campeonatos WRC 2 y WRC 3 y la segunda del Campeonato Junior. La prueba regresó al calendario del campeonato del mundo, cinco años después de su última aparición, en 2009 y contó con tres tramos en Lituania, país que cuenta con una hora más respecto a Polonia, y que se convirtió en el país número treinta y dos en albergar una prueba del campeonato del mundo.

## Itinerario
| Día   | Tramo | Nombre                   | Distancia | Ganador            | Tiempo    | Velo. media | Líder rally       |
| ----- | ----- | ------------------------ | --------- | ------------------ | --------- | ----------- | ----------------- |
| Día 1 | SS1   | Miłki 1                  | 14,54 km  | Sébastien Ogier    | 6:54.0    | 126,4 km/h  | Sébastien Ogier   |
| Día 1 | SS2   | Kruklanki 1              | 17,73 km  | Juho Hänninen      | 9:05.1    | 113,9 km/h  | Andreas Mikkelsen |
| Día 1 | SS3   | Mikołajki Arena 1        | 2,50 km   | Sébastien Ogier    | 1:48.4    | 93,0 km/h   | Sébastien Ogier   |
| Día 2 | SS4   | Wieliczki 1              | 12,89 km  | Andreas Mikkelsen  | 5:48.3    | 133,2 km/h  | Andreas Mikkelsen |
| Día 2 | SS5   | Kapciamiestis 1          | 18,73 km  | Mads Ostberg       | 6:21.5    | 121,9 km/h  | Andreas Mikkelsen |
| Día 2 | SS6   | Margionys 1              | 17,97 km  | Sébastien Ogier    | 9:51.3    | 109,4 km/h  | Sébastien Ogier   |
| Día 2 | SS7   | Kapciamiestis 2          | 18,73 km  | Cancelado          | Cancelado | Cancelado   | Cancelado         |
| Día 2 | SS8   | Margionys 2              | 12,92 km  | Cancelado          | Cancelado | Cancelado   | Cancelado         |
| Día 2 | SS9   | Wieliczki 2              | 12,89 km  | Andreas Mikkelsen  | 5:39.0    | 136m9 km/h  | Andreas Mikkelsen |
| Día 2 | SS10  | Mikołajki Arena 2        | 2,50 km   | Sébastien Ogier    | 1:46.9    | 84,2 km/h   | Sébastien Ogier   |
| Día 3 | SS11  | Chmielewo 1              | 12,09 km  | Andreas Mikkelsen  | 3:21.7    | 120,5 km/h  | Sébastien Ogier   |
| Día 3 | SS12  | Stare Juchy 1            | 14,41 km  | Mads Ostberg       | 7:31.1    | 115,0 km/h  | Sébastien Ogier   |
| Día 3 | SS13  | Babki 1                  | 15,76 km  | Sébastien Ogier    | 7:43.8    | 122,3 km/h  | Sébastien Ogier   |
| Día 3 | SS14  | Gołdap 1                 | 35,17 km  | Sébastien Ogier    | 17:21.7   | 121,5 km/h  | Sébastien Ogier   |
| Día 3 | SS15  | Baranowo 1               | 14,90 km  | Sébastien Ogier    | 7:35.9    | 117,7 km/h  | Sébastien Ogier   |
| Día 3 | SS16  | Chmielewo 2              | 12,09 km  | Sébastien Ogier    | 3:20.2    | 121,4 km/h  | Sébastien Ogier   |
| Día 3 | SS17  | Stare Juchy 2            | 14,41 km  | Thierry Neuville   | 7:24.8    | 116,6 km/h  | Sébastien Ogier   |
| Día 3 | SS18  | Babki 2                  | 15,76 km  | Jari-Matti Latvala | 7:40.1    | 123,3 km/h  | Sébastien Ogier   |
| Día 3 | SS19  | Gołdap 2                 | 35,17 km  | Jari-Matti Latvala | 17:21.7   | 121,5 km/h  | Sébastien Ogier   |
| Día 3 | SS20  | Mikołajki Arena 3        | 2,50 km   | Sébastien Ogier    | 1:48.8    | 82,7 km/h   | Sébastien Ogier   |
| Día 4 | SS21  | Miłki 2                  | 14,54 km  | Jari-Matti Latvala | 6:53.4    | 126,6 km/h  | Sébastien Ogier   |
| Día 4 | SS22  | Kruklanki 2              | 17,73 km  | Jari-Matti Latvala | 8:57.0    | 115,6 km/h  | Sébastien Ogier   |
| Día 4 | SS23  | Mikołajki Arena 4        | 2,50 km   | Jari-Matti Latvala | 1:47.2    | 84,0 km/h   | Sébastien Ogier   |
| Día 4 | SS24  | Baranowo 2 (Power Stage) | 14,50 km  | Sébastien Ogier    | 7:22.3    | 121,3 km/h  | Sébastien Ogier   |

### Power Stage(SS24)
| Pos. | Piloto             | Copiloto         | Tiempo | Diferen. | Puntos |
| ---- | ------------------ | ---------------- | ------ | -------- | ------ |
| 1    | Sébastien Ogier    | Julien Ingrassia | 7:22.3 | -        | 3      |
| 2    | Andreas Mikkelsen  | Ola Floene       | 7:23.8 | +1.5     | 2      |
| 3    | Jari-Matti Latvala | Miikka Anttila   | 7:24.6 | +2.3     | 1      |

## Clasificación
| Pos.              | Piloto               | Copiloto               | Automóvil               | Tiempo    | Dife.    | Puntos |
| WRC               | WRC                  | WRC                    | WRC                     | WRC       | WRC      | WRC    |
| ----------------- | -------------------- | ---------------------- | ----------------------- | --------- | -------- | ------ |
| 1.                | Sébastien Ogier      | Julien Ingrassia       | Volkswagen Polo R WRC   | 2:34:02.0 | -        | 25 + 3 |
| 2.                | Andreas Mikkelsen    | Ola Fløene             | Volkswagen Polo R WRC   | 2:35:09.7 | +1:07.7  | 18 + 2 |
| 3.                | Thierry Neuville     | Nicolas Gilsoul        | Hyundai i20 WRC         | 2:36:15.5 | +2:13.5  | 15     |
| 4.                | Mikko Hirvonen       | Jarmo Lehtinen         | Ford Fiesta RS WRC      | 2:36:34.4 | +2’32.4  | 12     |
| 5.                | Jari-Matti Latvala   | Miikka Anttila         | Volkswagen Polo R WRC   | 2:36:35.1 | +2:33.1  | 10 + 1 |
| 6.                | Juho Hänninen        | Tomi Tuominen          | Hyundai i20 WRC         | 2:36:51.9 | +2:49.9  | 8      |
| 7.                | Kris Meeke           | Paul Nagle             | Citroën DS3 WRC         | 2:38:29.9 | +4:27.9  | 6      |
| 8.                | Hayden Paddon        | John Kennard           | Hyundai i20 WRC         | 2:38:34.1 | +4:32.1  | 4      |
| 9.                | Henning Solberg      | Ilka Minor             | Ford Fiesta RS WRC      | 2:39:01.0 | +4:59.0  | 2      |
| 10.               | Martin Prokop        | Jan Tománek            | Ford Fiesta RS WRC      | 2:40:13.3 | +6:11.3  | 1      |
| WRC 2             |                      |                        |                         |           |          |        |
| 1 (11.)           | Ott Tänak            | Raigo Mölder           | Ford Fiesta R5          | 2:42:12.3 | 0.0      | 25     |
| 2 (12.)           | Jari Ketomaa         | Kaj Lindström          | Ford Fiesta R5          | 2:43:50.5 | +1:38.2  | 18     |
| 3 (13.)           | Yazeed Al-Rajhi      | Michael Orr            | Ford Fiesta RRC         | 2:46:23.5 | +4:11.2  | 15     |
| 4 (15.)           | Valeriy Gorban       | Volodymyr Korsia       | Mini Cooper S2000 1.6T  | 2:47:42.3 | +5:30.0  | 12     |
| 5 (16.)           | Bernardo Sousa       | Hugo Magalhães         | Ford Fiesta RRC         | 2:48:47.3 | +6:35.0  | 10     |
| 6 (17.)           | Nicolás Fuchs        | Mussano Fernando       | Ford Fiesta R5          | 2:51:22.1 | +9:09.8  | 8      |
| 7 (18.)           | Jarosław Kołtun      | Ireneusz Pleskot       | Ford Fiesta R5          | 2:53:29.9 | +11:17.6 | 6      |
| 8 (28.)           | Massimiliano Rendina | Mario Pizzuti          | Mitsubishi Lancer EVO X | 3:06:12.3 | +24:00.0 | 4      |
| 9 (30.)           | Jourdan Serderidis   | Frederic Miclotte      | Ford Fiesta R5          | 3:07:40.7 | +25:28.4 | 2      |
| 10 (37.)          | Juan Carlos Alonso   | Juan Pablo Monasterolo | Mitsubishi Lancer EVO X | 3:12:37.2 | +33:11.2 | 1      |
| WRC 3, Junior WRC |                      |                        |                         |           |          |        |
| 1 (19.)           | Stephane Lefebvre    | Thomas Dubois          | Citroën DS3 R3T         | 2:58:25.3 | 0.0      | 25     |
| 2 (22.)           | Alastair Fisher      | Gordon Noble           | Citroën DS3 R3T         | 3:00:38.6 | +2:13.3  | 18     |
| 3 (23.)           | Quentin Giordano     | Guillaume Duval        | Citroën DS3 R3T         | 3:01:51.2 | +3:25.9  | 15     |
| 4 (25.)           | Martin Koci          | Lukas Kostka           | Citroën DS3 R3T         | 3:03:17.8 | +4:52.5  | 12     |
| 5 (34.)           | Christian Riedemann  | Lara Vanneste          | Citroën DS3 R3T         | 3:10:41.4 | +12:16.1 | 10     |
| 6 (38.)           | Kornél Lukács        | Márk Mesterházi        | Citroën DS3 R3T         | 3:15:47.9 | +17:22.6 | 8      |
| 7 (41.)           | Aron Domżała         | Przemysław Zawada      | Citroën DS3 R3T         | 3:23:51.8 | +25:26.5 | 6      |
| 8 (45.)           | Molly Taylor         | Coral Taylor           | Citroën DS3 R3T         | 3:36:35.6 | +38:10.3 | 4      |
| 9 (50.)           | Federico della Casa  | Domenico Pozzi         | Citroën DS3 R3T         | 3:48:20.2 | +49:54.9 | 2      |